# NGC 7093
NGC 7093 – gromada otwarta znajdująca się w gwiazdozbiorze Łabędzia. Odkrył ją John Herschel 19 września 1829 roku. Jest położona w odległości ok. 5,8 tys. lat świetlnych od Słońca oraz 28,4 tys. lat świetlnych od centrum Galaktyki.